# Ангоб

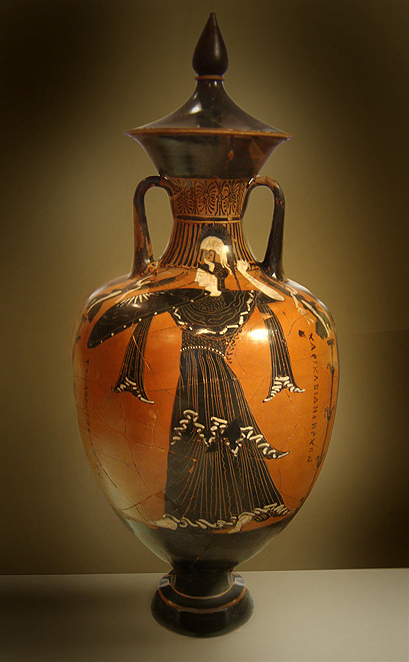
Панафинейская амфора с чёрнофигурной росписью и белым ангобом

Ангоб (фр. engobe, итал. ingobbio — обмазка) — тонкий слой сырой белой или цветной глины, который наносят на поверхность керамического изделия до его обжига. Основная функция ангоба — маскировка грубой фактуры или нежелательного цвета черепка (обожжённой глины). Помимо сплошного или частичного покрытия изделий используют роспись цветными ангобами, технику сграффито и другие приёмы.
Роспись ангобами после обжига даёт чистый цвет и слегка рельефный рисунок. Ангоб наносят на изделие кистью или специальным шприцем, аналогичным тем, что применяют в кулинарии. Если роспись состоит из отдельных элементов, пространство между ними покрывают солями металлов, оставляя естественный цвет глины вокруг рисунка. Соли наносят кистью. Ангобы дают чёткий рисунок; соли же — мягкий контур, прозрачный цвет, расплывчатую линию. Различают ангобы белые (из беложгущихся глин) и цветные (из глин с цветообразующими добавками, а именно пигментами из оксидов металлов).
Технику ангобирования применяли античные керамисты и мастера итальянской майолики в эпоху Возрождения. Они использовали белый ангоб в качестве «подкладки» для росписи изделия из красной или серой глины и писали красками по сырому белому ангобу (аналогично фреске). Такую керамику называют полуфаянсом, в отличие от настоящего фаянса с белым «черепком».
На Руси гончары называли покрытие белой глиной: «побела». В XVII—XVIII веках схожую технику именовали по-французски, в том числе в России: «пат-сюр-пат» («масса на массу»). Ангобы в технике сграффито использовал знаменитый английский мастер-керамист Джозайя Веджвуд. Близкий термин: болюс (название мелкозернистой железистой глины различных цветов). После просушки ангоб иногда обрабатывают лощением, а украшение сосуда иным способом производится поверх этого покрытия. Ангобы применяют в производстве цветного кирпича и двуслойных фасадно-облицовочных материалов.
Аналогичным образом используют цветные глины в технике барботин.